# Космос-1892
Космос-1892 је један од преко 2400 совјетских вјештачких сателита лансираних у оквиру програма Космос.
Космос-1892 је лансиран са космодрома Плесецк, СССР, 20. октобра 1987. Ракета-носач Ф-2 је поставила сателит у орбиту око планете Земље. Маса сателита при лансирању је износила 1600 килограма. Космос-1892 је био сателит намијењен за електронско извиђање, јављање и навођење.